# Gradiszte (obwód Szumen)
Gradiszte (bułg. Градище) – wieś w północno-wschodniej Bułgarii, w obwodzie Szumen, w gminie Szumen. Według danych Narodowego Instytutu Statystycznego, 31 grudnia 2011 roku wieś liczyła 608 mieszkańców.

## Zabytki
W rejestrze zabytków znajduje się:
- Skalny monaster z XIV wieku